# Nsunga (Kagera)
Nsunga è una circoscrizione rurale (rural ward) della Tanzania situata nel distretto di Missenyi, regione del Kagera. Conta una popolazione di 19 001 abitanti (censimento 2012).